# 小美人

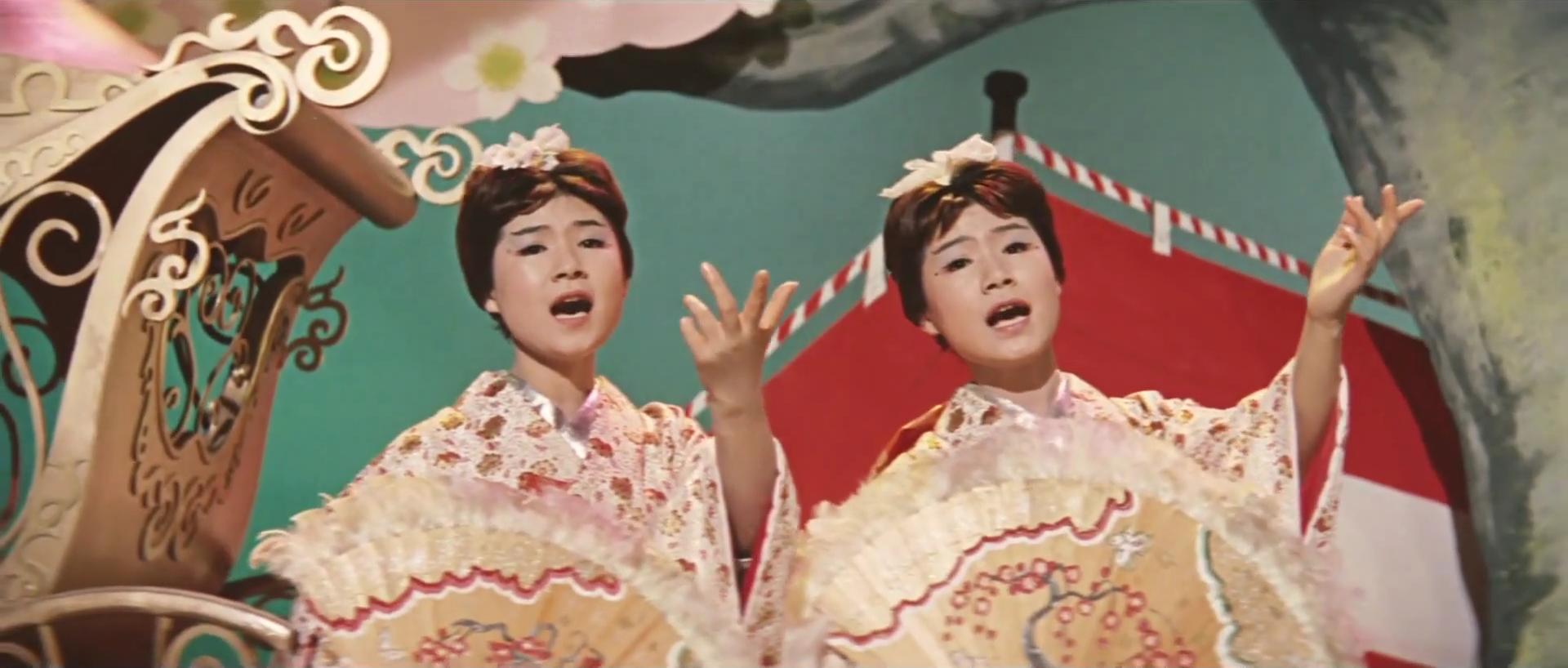
1961年《摩斯拉》電影中的小美人

小美人（日语：しょうびじん）是小說《發光妖精與摩斯拉》（発光妖精とモスラ）及摩斯拉系列電影中登場的雙胞胎女性妖精。

## 簡介
小美人住在名為伊房岛（インファント島）的虛構島嶼，她們的外型為年輕的人類女性，但是身高不超過30公分，通常都是兩人一同出場，並和島上居民的守護神——摩斯拉有著心靈上的連繫。她們在電影中會一同吟唱「摩斯拉的歌」（モスラの歌）來召喚摩斯拉。曾經因為被人類抓去展覽，導致摩斯拉為了搭救小美人而襲擊東京。
小美人在摩斯拉系列的各個電影中，大部分都是兩個外表極為相似的女性妖精。但在1996年到1998年的平成三部曲中，共有三個小美人，外表及服裝也不一樣。小美人能夠和怪獸溝通，有時會出現在人類面前並給予建言。例如在《哥吉拉×摩斯拉×機械哥吉拉 東京SOS》曾請求人類不要用最初的哥吉拉遺骨來製造機龍，在《哥吉拉 最後戰役》的時候則告訴人類關於大怪獸蓋剛的故事。

## 歷代小美人
- ザ·ピーナッツ（伊藤エミ、伊藤ユミ）[註 1] [4][5]
  - 登場作品:《摩斯拉》、《摩斯拉對哥吉拉》、《三大怪獸 地球最大決戰》

- ペア·バンビ（岡田ゆうこ、岡田ようこ） 
  - 登場作品:《哥吉拉·伊比拉·摩斯拉 南海大決鬥》

- 今村恵子、大沢さやか
  - 登場作品:《哥吉拉vs摩斯拉》、《哥吉拉vs太空哥吉拉》

- 摩兒〔モル〕：小林恵
- 蘿拉〔ロラ〕：山口紗弥加（《摩斯拉3 王者基多拉來襲》中由建みさと飾演）
- 貝魯貝拉〔ベルベラ〕：羽野晶紀
  - 登場作品:《摩斯拉》、《摩斯拉2 海底大決戰》、《摩斯拉3 王者基多拉來襲》

- 大塚ちひろ、長澤まさみ
  - 登場作品:《哥吉拉×摩斯拉×機械哥吉拉 東京SOS》、《哥吉拉 最後戰役》

## 空想科學
在電影中，小美人時常乘坐在飛行中的摩斯拉背上。日本作家柳田理科雄在其著作《空想科學讀本》中指出、在現實情況下，小美人將會被自己體重100倍的力量以秒速160公尺的速度往上拋，並在0.5秒後受到自己體重102倍的力量壓迫，此種交通手段是致命的。

## 延伸閱讀
- 小野俊太郎. . 日本: 講談社現代新書. 2007-07-19. ISBN 978-4062879019 （日语）.

## 外部連結
- 台灣魔斯拉世界-MOTHRA WORLD （页面存档备份，存于）
- 発光妖精とモスラ （页面存档备份，存于）